# Timdalia
Timdalia är ett släkte av lavar som beskrevs av Joseph Hafellner. 
Timdalia ingår i klassen Lecanoromycetes, divisionen sporsäcksvampar och riket svampar. Släktet innehåller bara arten Timdalia intricata.